# Вальтрап

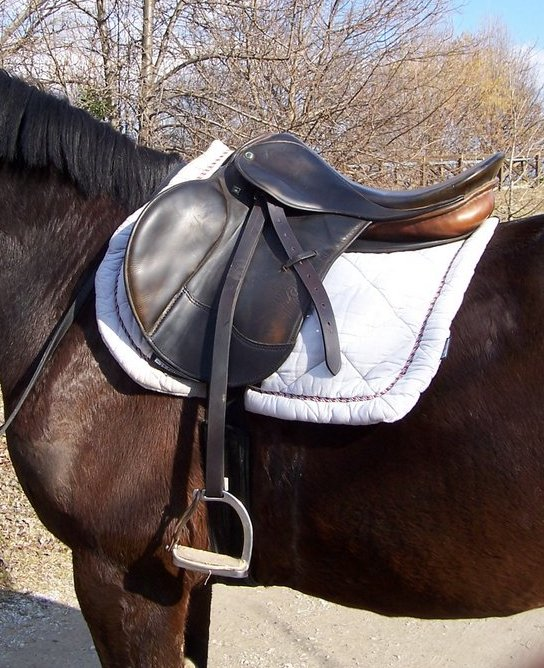
Білий чепрак під англійським сідлом.

Вальтра́п (нім. Waltrapp), чапра́к, чепра́к — суконне чи оксамитове покривало на сідло чи під нього.
Вальтрап розміщується поверх сідла, якщо воно має виступаючі луки, або під ним (поверх пітника) — при англійському типі сідла. В першому випадку вальтрап виконує виключно декоративну функцію і лише частково перешкоджає забрудненню сідла пилом і дощовою вологою, в другому випадку вальтрап запобігає травмуванню спини коня при нерівномірному розподілі ваги сідла, вбирає піт, амортизує тертя між сідлом і спиною коня (власне, це функція пітника).
У період з XIV по XVIII століття вальтрапи називали платами, чепраками і чандарями. До 1763 року в Російській імперії чепрак був синонімом вальтрапу: у кірасирських полках покривала на сідло і пітник називалися чепраками, а у гусарських і драгунських — вальтрапами. З кінця XVIII століття усі парадні чепраки називалися вальтрапами, а чепраками — лише підстилки на пітнику.
Інколи під вальтрапом розуміють полотняний номерний пітник зі стартовим номером, що застосовується на перегонах.